# Guido (argot)
Guido es un término usado en Estados Unidos para designar a los hombres de ascendencia italiana de clase medio alta o alta. Normalmente tiene connotaciones despectivas siendo el origen del término el nombre propio italiano Guido o una conjugación del verbo guidare ("para conducir"). Más recientemente se ha extendido su uso a los italianos que muestran actitudes intimidatorias y abiertamente machistas. No se sabe con exactitud el período en el que se acuñó el término aunque algunas fuentes lo datan de la década de 1970 o de 1980.

## Etimología y uso actual

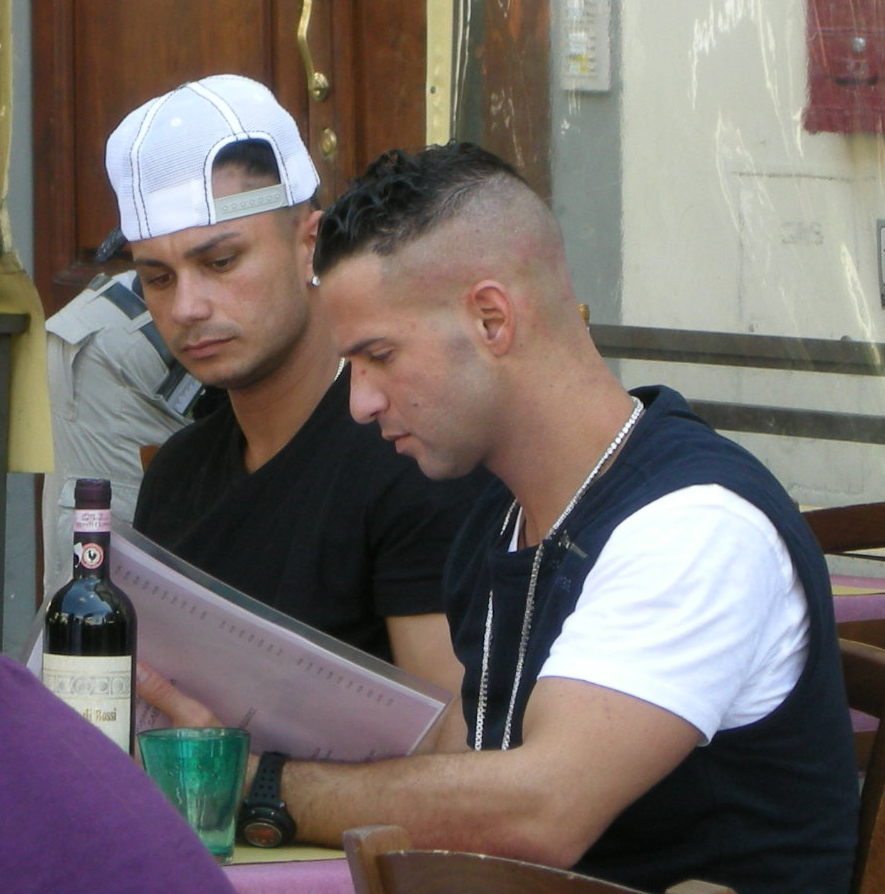
Escena de Jersey Shore.

Este término es posiblemente derivado del nombre propio italiano Guido o del verbo italiano "guidare" (para conducir). Al menos un investigador ha teorizado que pudo haber desarrollado como un insulto entre los italianos-estadounidenses se aplica a los nuevos inmigrantes.
El término se utiliza en el noreste de Estados Unidos relacionados con las áreas metropolitanas de gran población de ítaloestadounidenses. En otros ámbitos, términos como "Mario" (Chicago) y "Gino" (Toronto) tienen un significado similar al de Guido.

## En cultura popular y reacción
A pesar de algunos italoestadounidenses se autoidentifican como "guidos", el término es a menudo considerado despectivo o un insulto étnico. El término se ha popularizado desde que MTV usó el término guido en promociones para el Reality Show Jersey Shore, que está protagonizada por italoestadounidenses predominantemente nacidos en Estados Unidos. Aunque MTV quitó el término de algunas de sus promociones, permanece estrechamente asociado con el espectáculo y algunos de los miembros del reparto lo usan regularmente para describirse.
En la WWE, las Superstars Enzo Amore & Colin Cassady, son un dúo influenciados por el estilo "guido". 

## Estilo
Ropa asociadas con el estereotipo incluye cadenas de oro (a menudo anillos de meñique, cadenas de Fígaro, cornicellos, medallones o cadenas de santos), prendas de vestir tales como polos que denoten sus músculos, chaquetas de cuero, camisetas y remeras, gorras Scally.